# RhB Ge 4/6
| RhB Ge 4/6              | RhB Ge 4/6                                          | RhB Ge 4/6                                          | RhB Ge 4/6                                          | RhB Ge 4/6                                          | RhB Ge 4/6                                          |
| ----------------------- | --------------------------------------------------- | --------------------------------------------------- | --------------------------------------------------- | --------------------------------------------------- | --------------------------------------------------- |
| Bauartbezeichnung:      | RhB Ge 4/6                                          | RhB Ge 4/6                                          | RhB Ge 4/6                                          | RhB Ge 4/6                                          | RhB Ge 4/6                                          |
| Nummerierung:           | 301                                                 | 302                                                 | 351, 352                                            | 353–355                                             | 391                                                 |
| Hersteller:             | SLM, BBC                                            | SLM, BBC                                            | SLM, MFO                                            | SLM, MFO                                            | SLM, AEG                                            |
| Baujahr:                | 1913                                                | 1918                                                | 1912/1913                                           | 1914                                                | 1913                                                |
| Ausmusterung:           | 1966                                                | 1971                                                | 1973                                                | 1984 353 Museumsfahrzeug                            | 1973                                                |
| Achsformel:             | 1'D 1'                                              | 1'D 1'                                              | 1'D 1'                                              | 1'D 1'                                              | 1'D 1'                                              |
| Länge über Puffer:      | 11'500 mm                                           | 11'000 mm                                           | 10'800 mm                                           | 11'100 mm                                           | 11'000 mm                                           |
| Gesamtradstand:         | 8000 mm                                             | 8200 mm                                             | 8200 mm                                             | 8200 mm                                             | 8200 mm                                             |
| Dienstmasse:            | 55 t                                                | 58 t                                                | 51 t                                                | 59 t                                                | 55 t                                                |
| Reibungsmasse:          | 42 t                                                | 45 t                                                | 39 t                                                | 44 t                                                | 42 t                                                |
| Höchstgeschwindigkeit:  | 45 km/h                                             | 45 km/h                                             | 55 km/h                                             | 55 km/h                                             | 50 km/h                                             |
| Stundenleistung:        | 419 kW (570 PS) bei 29 km/h                         | 559 kW (760 PS) bei 30 km/h                         | 419 kW (570 PS) bei 29 km/h                         | 559 kW (760 PS) bei 31,3 km/h                       | 419 kW (570 PS) bei 29 km/h                         |
| Stundenzugkraft:        | 52 kN                                               | 67 kN                                               | 52 kN                                               | 65 kN                                               | 52 kN                                               |
| Triebraddurchmesser:    | 1070 mm                                             | 1070 mm                                             | 1070 mm                                             | 1070 mm                                             | 1070 mm                                             |
| Laufraddurchmesser:     | 710 mm                                              | 710 mm                                              | 710 mm                                              | 710 mm                                              | 710 mm                                              |
| Stromsystem:            | 11 kV 16 ⅔ Hz                                       | 11 kV 16 ⅔ Hz                                       | 11 kV 16 ⅔ Hz                                       | 11 kV 16 ⅔ Hz                                       | 11 kV 16 ⅔ Hz                                       |
| Anzahl Fahrmotoren:     | 2                                                   | 2                                                   | 2                                                   | 2                                                   | 2                                                   |
| Klemmenspannung:        | 950 Volt                                            | 1000 V                                              | 300 V                                               | 304 V                                               | 403 V                                               |
| Übersetzungsverhältnis: | 1 : 1                                               | 1 : 1                                               | 1 : 4,45                                            | 1 : 4,15                                            | 1 : 2,65                                            |
| Quelle:                 | Peter Willen: Lokomotiven der Schweiz 2, S. 152–156 | Peter Willen: Lokomotiven der Schweiz 2, S. 152–156 | Peter Willen: Lokomotiven der Schweiz 2, S. 152–156 | Peter Willen: Lokomotiven der Schweiz 2, S. 152–156 | Peter Willen: Lokomotiven der Schweiz 2, S. 152–156 |

Die Ge 4/6 ist eine Serie von sechsachsigen Elektrolokomotiven der Rhätischen Bahn (RhB). Sie verfügen über je vier mit Kuppelstangen angetriebene Achsen sowie zwei Laufachsen.
Die Traktion mit Einphasenwechselstrom steckte bei ihrem Bau noch in den Anfängen. Die Lokomotiven wurden zu Vergleichszwecken mit verschiedenen Bauarten von Fahrmotoren geliefert. Die Ge 4/6 blieben bis zu 70 Jahre im Einsatz.

## Geschichte

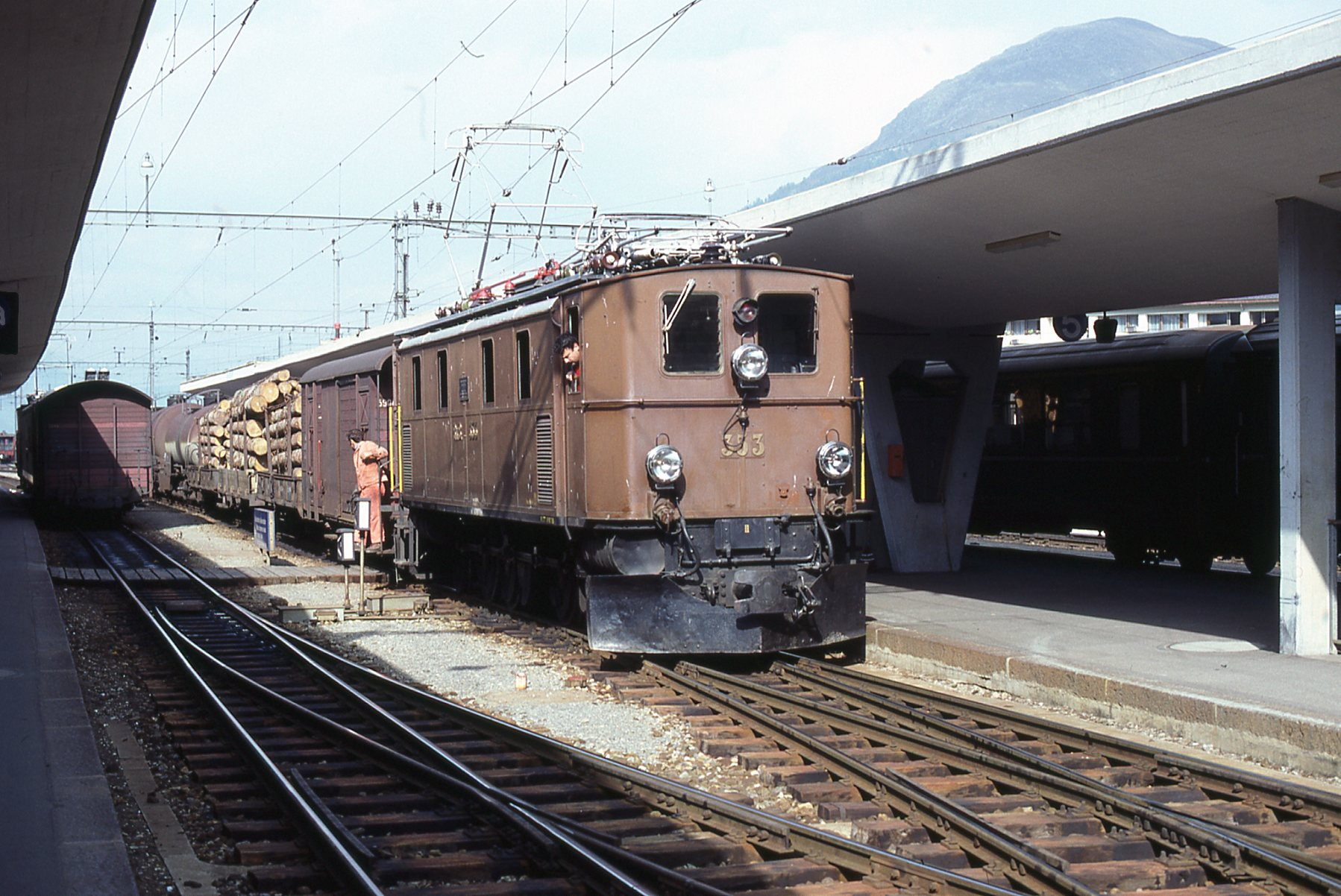
Ge 4/6 353 mit einem Güterzug in Samedan (1985)

1905 beschäftigte sich die Rhätische Bahn (RhB) mit einer Elektrifizierung. Der elektrische Betrieb wurde damals für grösse Netze und Gebirgsbahnen als zu wenig zuverlässig erachtet. Die geplante Strecke Bever–Scuol wurde 1906 als Versuchsstrecke für elektrischen Betrieb vorgesehen.
Für den Betrieb der Strecke Bever–Scuol sah der RhB-Maschinenmeister in einem Bericht von 1910 sieben Stück einer kleineren Loktype mit ca. 300 PS Leistung vor, während für die Beförderung der Albulazüge von Bever nach St. Moritz vier Loks mit ca. 600 PS Leistung erforderlich schienen. Alle Loks sollten die elektrische Ausrüstung von BBC mit Repulsionsmotoren erhalten. 1911 wurde beschlossen, aus Rücksicht auf den Versuchscharakter der Elektrifizierung den Elektroteil von je zwei Lokomotiven des kleineren und grösseren Typs an die Maschinenfabrik Oerlikon und AEG Berlin zu vergeben. Schlussendlich wurden alle sieben Ge 2/4 und eine der Ge 4/6 von BBC, zwei Ge 4/6 von MFO und eine Ge 4/6 von AEG ausgerüstet. Der mechanische Teil aller Lokomotiven wurde durch die Schweizerische Lokomotiv- und Maschinenfabrik (SLM) gefertigt.

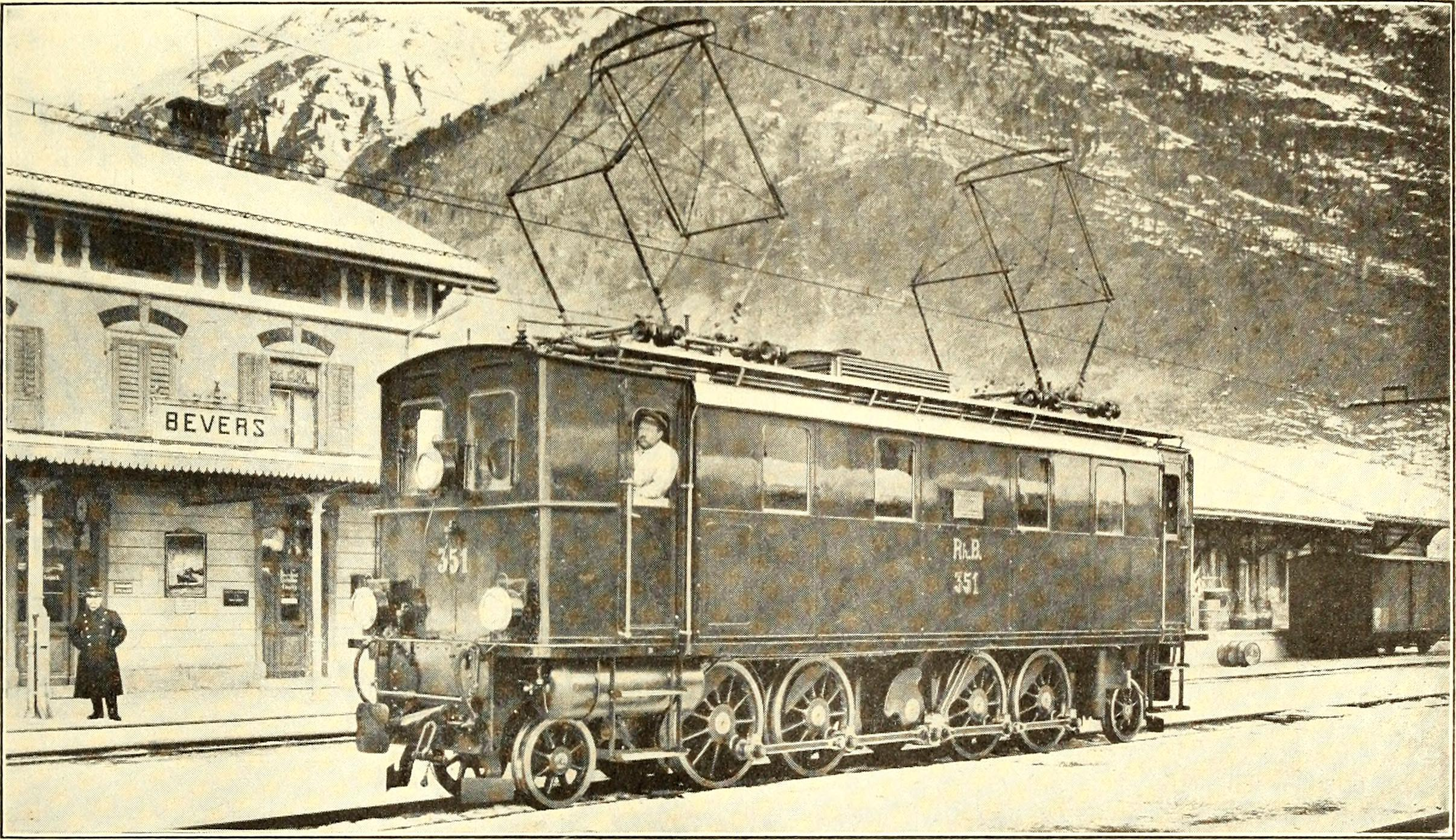
Die Ge 4/6 351 war die erste Elektrolokomotive der RhB.

Als erste Maschine traf die Nr. 351 mit einer elektrischen Ausrüstung der Maschinenfabrik Oerlikon (MFO) im Dezember 1912 in Graubünden ein, sie war somit die erste Elektrolok der RhB. Die baugleiche Schwesterlokomotive 352 folgte im Februar 1913. Als drittes Exemplar wurde 1913 die Nummer 391 abgeliefert, die von SLM und AEG gebaut wurde. Als vorerst letzte Lokomotive wurde die von der BBC ausgerüstete Nummer 301 im Juni 1913 in Betrieb genommen.
Ursprünglich ging man davon aus, dass im Depot Samedan genügend Dampflokomotiven als Reserve standen. Um der Verrussung der Fahrleitung in den Tunnels entgegenzuwirken, wollte die RhB ab 1914 alle Züge im Engadin elektrisch führen, wozu drei weitere Ge 4/6 benötigt wurden. Weil im Mai 1913 erst die beiden MFO-Lokomotiven erprobt waren, bestellte die RhB die Ge 4/6 353–355 ebenfalls in Oerlikon. Die Bestellung löste bei der Konkurrenzfirma BBC Empörung aus. Die 355 war 1914 an der Landesausstellung 1914 in Bern ausgestellt.
BBC baute in Hinblick auf die Landesausstellung 1914 in Bern auf eigene Rechnung die Ge 4/6 302. Wegen des starken Verkehrsrückgangs während des Ersten Weltkriegs verzichtete die RhB vorerst auf den Kauf des Ausstellungsstücks. Erst als 1918 die Elektrifizierung der Albulalinie in Angriff genommen wurde, übernahm die RhB das Fahrzeug.

## Technische Beschreibung
Die Führerstände an den beiden Kastenenden sind durch eine Wand vom Maschinenraum abgetrennt. Ein Seitengang verbindet die beiden Führerstände miteinander. Die Stromabnahme von der Fahrleitung erfolgte bei allen Lokomotiven durch zwei Scherenstromabnehmer. Trotz der gleichen Achsfolge 1'D 1' unterschieden sich die Maschinen im Antrieb von den Motoren auf die Achsen, in der Anordnung der Laufachsen und in der äusseren Form des Kastens. Bei den Lokomotiven 301, 351, 352 und 391 führten Lüftungsklappen oberhalb des Führerstands Kühlluft in den Maschinenraum.
Der mechanische Teil ähnelte der normalspurigen Fb 4/6 371 der SBB für den Versuchsbetrieb am Simplon. Elektrisch waren die beiden Lokomotiven grundverschieden, denn die Fb 4/6 wurde mit Drehstrom statt mit Einphasenwechselstrom betrieben.
1920 bis 1923 wurde der ursprünglich grüne Anstrich in Braun geändert.

### Ge 4/6 301

Ge 4/6 301, Werkaufnahme

Brown, Boveri & Cie. (BBC) rüstete die Ge 4/6 301 mit zwei Repulsionsmotoren der Bauart BBC-Déri aus. Die stufenlos regulierbaren Motoren hatten eine Leistung von 300 PS am Radumfang und waren für eine Klemmenspannung von 950 Volt gebaut. Sie entsprachen denen in den Ge 2/4 201–207 und liessen sich untereinander austauschen. Die Drehzahlregulierung erfolgte durch Verschieben der Kohlebürsten auf den Kommutatoren. Die beiden langsam laufenden Fahrmotoren übertrugen ihre Kraft auf beiden Lokomotivseiten über schräge Stangen direkt auf je einen gemeinsamen Stangenlagerkopf, in welchem der Kurbelzapfen der dritten Triebachse in einer Kulisse gelagert war. Die anderen angetriebenen Achsen waren über Kuppelstangen verbunden. Die beiden Laufachsen waren jeweils mit der benachbarten Kuppelachse zu einem Krauss-Winterthur-Lenkgestell vereinigt. Die Ge 4/6 301 blieb die einzige RhB-Lokomotive mit dieser Achsanordnung. Bei den anderen Ge 4/6 sind die Laufachsen in Bisselgestellen gelagert.

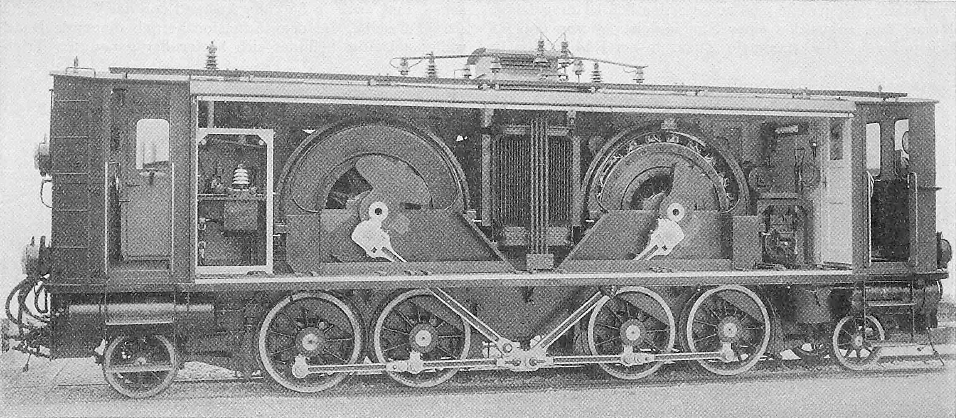
Ge 4/6 302 mit abgenommener Seitenwand an der Landesausstellung 1914 in Bern

Das offene V-förmige Gestänge des Antriebs war, wie auch der Dreieckstangenantrieb, eine Entwicklung des BBC-Chefkonstrukteurs Jakob Buchli. Ähnliche, aber nicht identische Ausführungen befanden sich an der Simplon-Lokomotive Fb 4/6, den 1-D-1-Loks E.21-E.25 der Paris-Orleans und der 1-C-1 MIDI-Lok. Diese Antriebe bewährten sich durchwegs wenig. Die Lokomotive hatte eine grosse Störfälligkeit. Die Repulsionsmotoren bewährten sich nicht; es traten häufig Isolationsschäden auf.

### Ge 4/6 302
Die von BBC auf eigene Rechnung gebaute Ge 4/6 302 war eine Weiterentwicklung der Lok 301, die Motorleistung wurde auf 400 PS verstärkt. Die Repulsionsmotoren wurden verbessert, so dass die gefürchteten Isolationsschäden nicht auftraten. Der Transformator war neu in der Mitte gelagert. Die beiden Motoren arbeiteten neu auf einen Stangenkopf zwischen den beiden inneren Triebachsen, ähnlich der Simplon-Fb 4/6-Lokomotive. Die RhB änderte den Antrieb vor der Inbetriebnahme 1918 zu einem geschlossenen Dreieck. Trotzdem blieb der Unterhalt des Antriebs kostspielig. Die hohen Kilometerleistungen belegen, dass sich sonst die Lokomotive bewährte.

### Ge 4/6 351–355
Die MFO-Lokomotiven wiesen Einphasen-Reihenschlussmotoren auf, deren Drehzahl durch Regelung der Klemmenspannung verändert wurde. Sie hatten damit die später klassisch gewordene elektrische Ausrüstung der Einphasen-Triebfahrzeuge. Der luftgekühlte Transformator hatte 13 Anzapfungen. Der Stufenschalter war von ähnlicher Bauart wie bei der BLS Be 5/7. Er war direkt auf den Transformator gebaut und konnte vom Führerstand elektrisch betätigt werden, war jedoch sehr langsam. Die Fahrmotoren der ersten Bestellung hatten eine Leistung von 300 PS, die des zweiten Loses 400 PS.
Von den einseitig an den Motoren angebrachten Zahnradgetrieben führte auf beiden Lokomotivseiten je eine schräge Triebstangen zur Blindwelle in der Fahrzeugmitte. Waagrechte Kuppelstangen verbanden die Blindwelle mit den vier Kuppelachsen.
Die MFO-Maschinen waren elektrisch wie mechanisch sehr zuverlässig. Sie erfuhren im Laufe der Betriebszeit verschiedene Verbesserungen. Die Lokomotiven 353 bis 355 erhielten 1921 für den Einsatz auf der Albulalinie und im Prättigau eine Rekuperationsbremse in Behn-Schaltung, die anderen 1944 eine in MFO-Kompoundschaltung. 1925 bis 1928 wurde der langsame Stufenschalter ersetzt. Um 1955 erhielten sie eine Sicherheitssteuerung und die Zugsicherung.

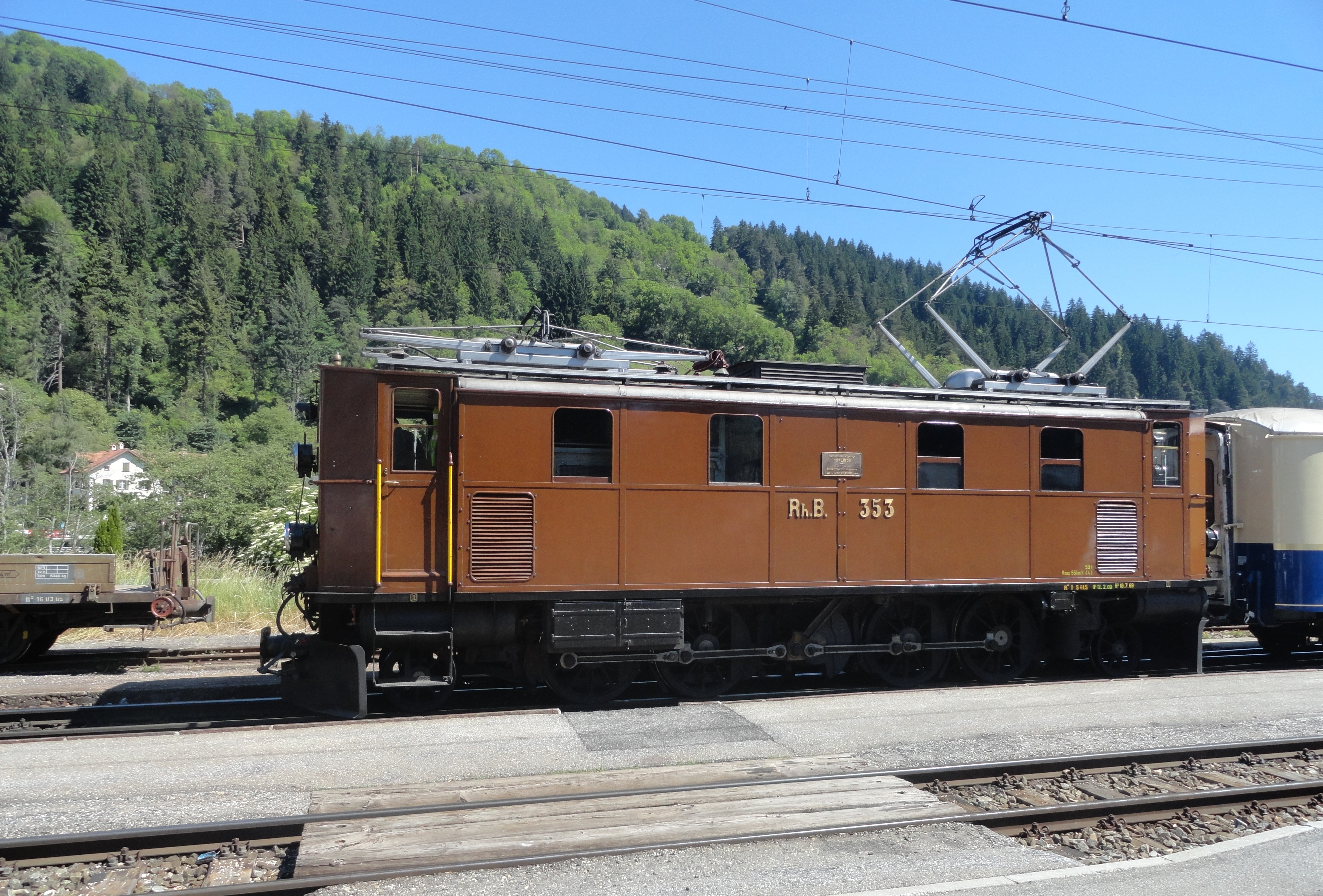
Lok 353 im Jahr 2012 in Ilanz
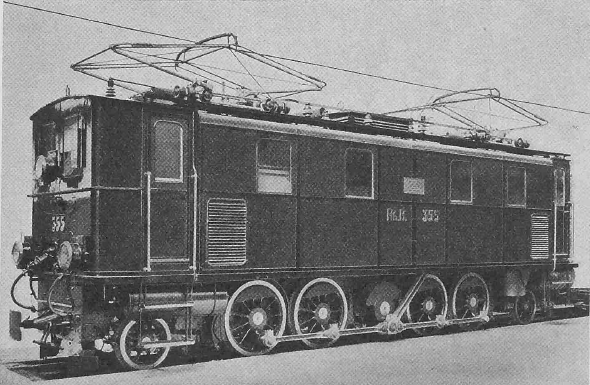
Lok 355 im Ursprungszustand
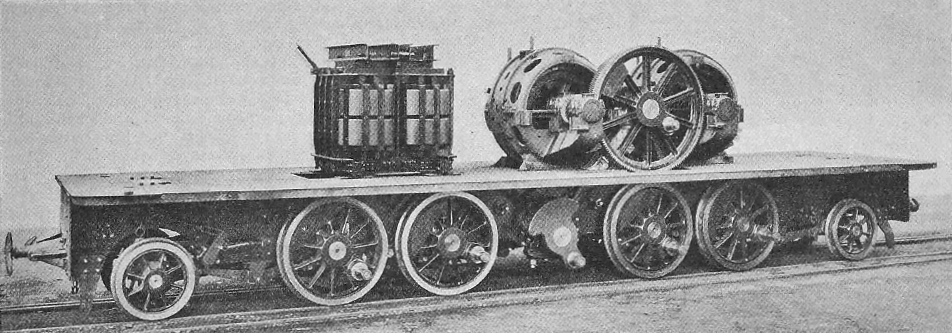
Gestell mit Trafo, Fahrmotoren und Getriebe
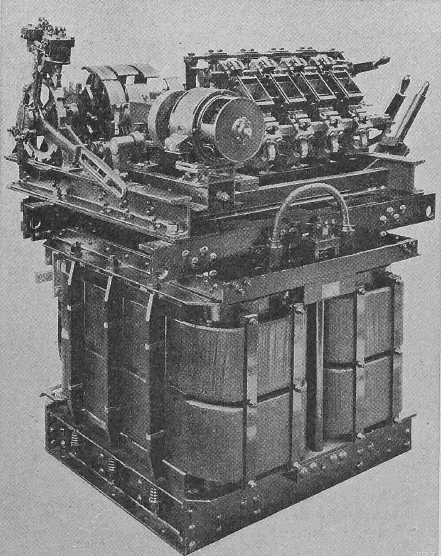
Transformator
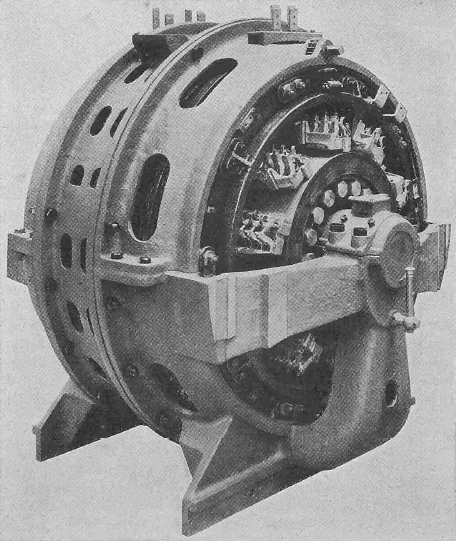
Fahrmotor

### Ge 4/6 391

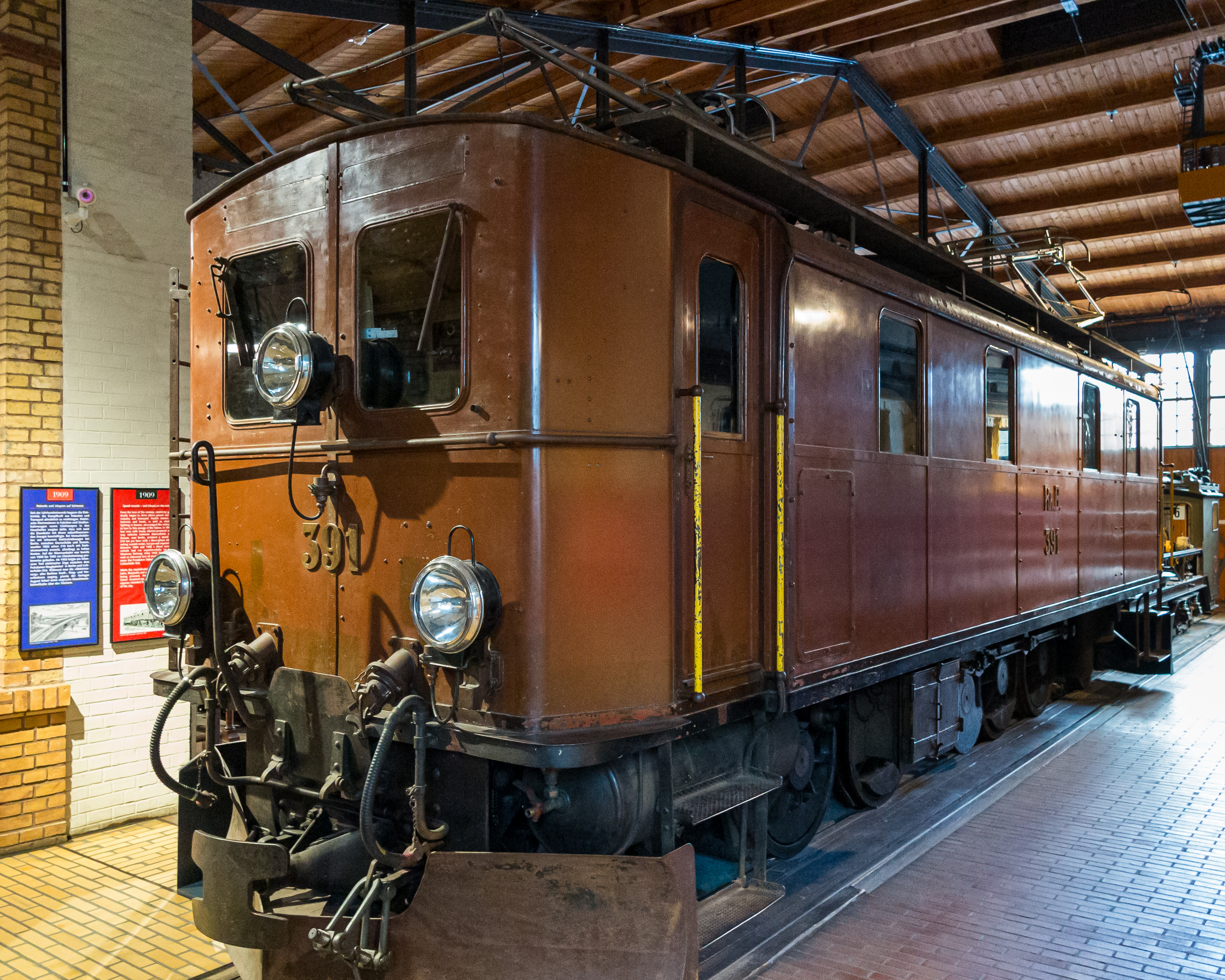
Ge 4/6 391 im Deutschen Technikmuseum Berlin. Oberhalb der Stirnfenster sind die im Text erwähnten Lüftungsklappen für die Kühlung des Maschinenraums erkennbar.

Die Allgemeine Elektricitäts-Gesellschaft (AEG) in Berlin hatte mit der Lieferung einiger Lokomotiven für die Bahnstrecke Bitterfeld–Dessau bereits einige Erfahrungen mit Einphasenwechselstrom. AEG rüstete die Ge 4/6 391 mit doppelt gespeisten Reihenschlussmotoren (nicht zu verwechseln mit den früheren Repulsionmotoren nach Winter-Eichberg). Die Umschaltung vom Anlaufen mit kurzgeschlossenem Rotor zur normalen Serieschaltung erfolgte manuell durch den Lokführer. Der Transformator besass zwölf Anzapfungen, die zusammen mit der elektropneumatischen Schützensteuerung zwölf Fahrstufen ergaben. Der Scherenstromabnehmer war von der Bauart AEG und hatte ein anderes Aussehen.
Der mechanische Teil der Lokomotive entspricht weitgehend den Nummern 351 bis 355. Im Gegensatz zu den MFO-Maschinen befindet sich auf beiden Seiten der Motoren ein Zahnradgetriebe, die auf eine gemeinsame Vorgelegewelle arbeiteten.

## Einsatz

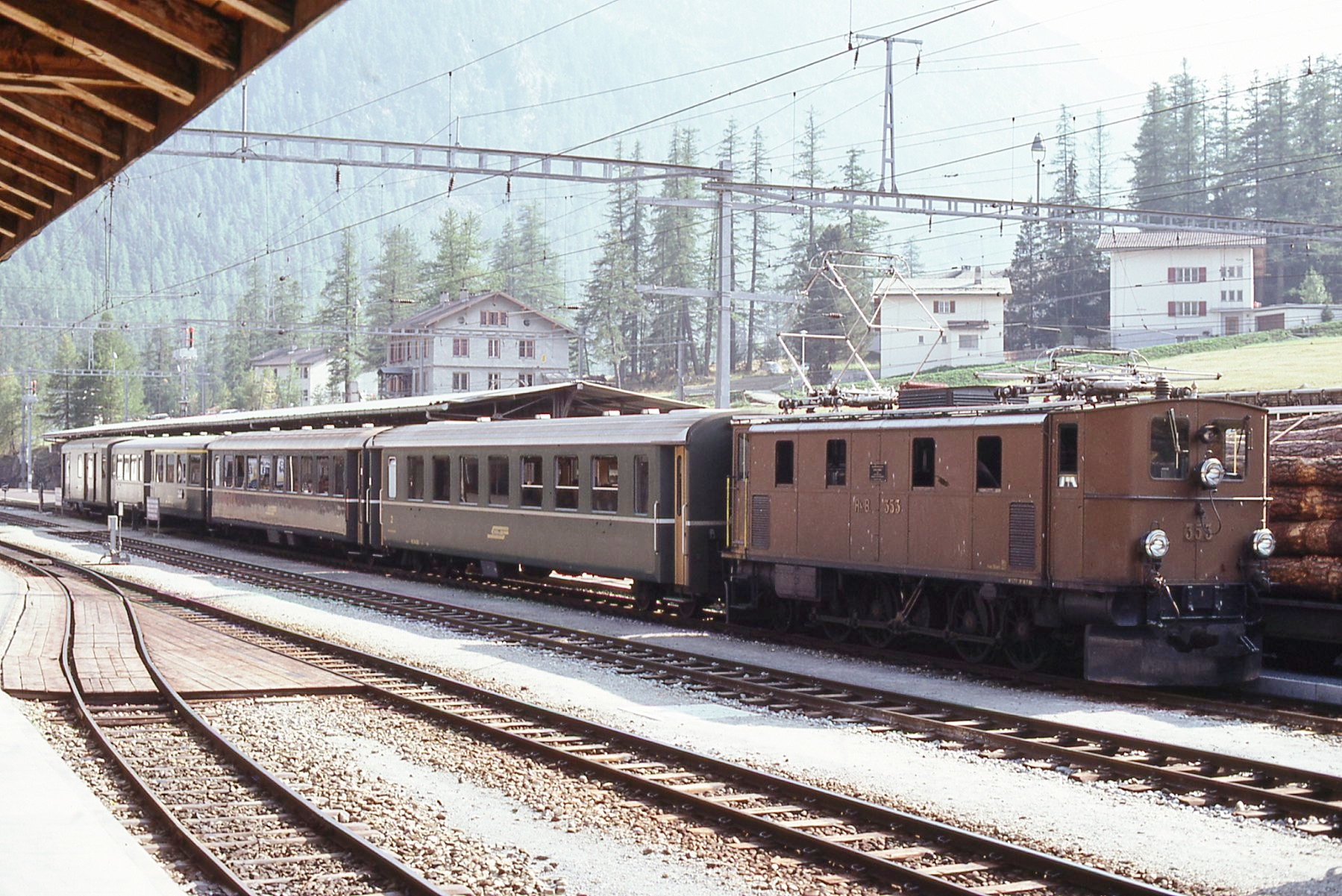
Nummer 353 in den 1980er Jahren mit einem Personenzug

Mit der Aufnahme des elektrischen Betriebs auf der Albulastrecke im Jahr 1919 setzte die RhB die 1'D1'-Lokomotiven vor allem dort ein. Auf der Engadinerlinie reichten wegen des Verkehrsrückgangs die schwächeren Ge 2/4 aus. 1921 erhielt die RhB leistungsstärkere Lokomotiven in Form der Ge 6/6 I. Die Ge 4/6 wurden in der Folgezeit im leichten und mittleren Personen- und Güterverkehr auf dem gesamten Stammnetz eingesetzt. Ein grosser Teil der Maschinen wurde dazu von Samedan abgezogen und in Landquart stationiert. Die 302 beförderte Personenzüge nach Disentis und nach Thusis, die MFO-Maschinen wurden im Güterverkehr im Prättigau und für die Personenzüge zwischen Davos und Filisur eingesetzt und die 391 bewältigte im Engadin den grössten Teil des Verkehrs.
Im Winter war an allen Lokomotiven ein Schneepflug gleicher Bauart wie an den Dampflokomotiven montiert. Bei Schneefall mussten die Lokomotive jeweils an der Endstation abgedreht werden. Die im Engadin eingesetzte 391 erhielt zu Beginn der 1950er Jahre beidseitig kleinere, fest montierte Schneepflüge. Später erhielten auch andere Ge 4/6 solche Schneepflüge.
Nach der Ablieferung der Ge 4/4 I wollte die RhB die Ge 4/6 ausrangieren, was aber die Verkehrszunahme der 1950er und 1960er Jahre nicht erlaubte. Die 302 führte bis 1960 vorwiegend Rollschemelzüge zu den Emser Werken. Die MFO-Maschinen 351–355 erhielten nach über 40 Dienstjahren eine weitere Modernisierung. Sie waren im Vorortsverkehr um Chur im Einsatz und beförderten Güterzüge nach Disentis.

## Unfälle
Am 11. August 1929 fuhr die Ge 4/6 354 zwischen Tavanasa und Trun in einen Felsbrocken und entgleiste. Sie stürzte die Böschung hinunter und wurde stark beschädigt.
Am 19. März 1937 fuhr der letzte Abendzug der Engadinerlinie zwischen Zernez und Susch in einen Schneerutsch. Die Ge 4/6 391 entgleiste und stürzte über die Strasse in den Inn, die Wagen blieben jedoch auf dem Geleise stehen. Der Lokführer starb, ein mitfahrender Bahnmeister wurde schwer verletzt, die Reisenden kamen mit dem Schrecken davon. Die Lokomotive konnte erst nach mehr als zwei Monaten geborgen werden. Die Lokomotive erhielt nach alten Plänen einen neuen Kasten; Transformator und Triebmotoren wurden neu gewickelt. Die Rekonstruktion glückte nicht vollständig und ihre Lastnorm musste reduziert werden.

## Ausrangierung
Als erste Lokomotive schied die Nr. 301 1966 aus dem aktiven Dienst aus; sie wurde zum Ersatzteilspender und 1971 abgebrochen. Die Ge 4/6 Nr. 302 folgte fünf Jahre später. Die Lieferung der ersten Ge 4/4 II bedeutete 1973 das Aus für die Loks 351 und 352, die Loks 354 und 355 folgten 1982 bzw. 1984 auf den Schrott, während die Nr. 353 als Museumsfahrzeug erhalten blieb. Die AEG-Lok 391 war bereits 1973 ausrangiert worden, blieb jedoch bis 1980 bei der RhB. Sie wurde an die AEG zurückgegeben und kann heute im Deutschen Technikmuseum Berlin besichtigt werden.
Die Museumslok 353 ist nach wie vor regelmässig mit Museumszügen im Einsatz.

## Liste der Ge 4/6
| Betriebsnummer | Inbetriebnahme | Preis pro Lok | Ausrangierung             | Verbleib                       |
| -------------- | -------------- | ------------- | ------------------------- | ------------------------------ |
| 301            | 09.07.1913     | Fr. 109 000.– | 1968                      | 1971 Abbruch                   |
| 302            | 19.08.1918     | Fr. 266 000.– | 1971                      | 1976 Abbruch                   |
| 351            | 18.12.1912     | Fr. 117 000.– | 1973 abgestellt           | 1977 Abbruch                   |
| 352            | 07.02.1913     | Fr. 117 000.– | 1973 abgestellt           | 1977 Abbruch                   |
| 353            | 24.07.1914     | Fr. 153 000.– | 1973–1976 abgestellt      | Historische Lokomotive         |
| 354            | 06.10.1914     | Fr. 153 000.– | 1980 Transformatorschaden | 1982 Abbruch                   |
| 355            | 21.12.1914     | Fr. 153 000.– | 1984 Motorschaden         | 1984 Abbruch                   |
| 391            | 1913           | Fr. 110 000.– | 1973                      | Deutsches Technikmuseum Berlin |